# Любачів (гміна)
Гміна Любачів (пол. Gmina Lubaczów) — сільська гміна у східній Польщі. Належить до Любачівського повіту Підкарпатського воєводства.
Станом на 31 грудня 2011 у гміні проживало 9159 осіб.

## Площа
Згідно з даними за 2007 рік площа гміни становила 202.86 км², у тому числі:
- орні землі: 57.00 %
- ліси: 35.00 %

Таким чином, площа гміни становить 15.50 % площі повіту.

## Населення
Станом на 31 грудня 2011:
| Опис     | Загалом | Загалом | Чоловіки | Чоловіки | Жінки | Жінки |
| -------- | ------- | ------- | -------- | -------- | ----- | ----- |
| одиниця  | осіб    | %       | осіб     | %        | осіб  | %     |
| все      | 9159    | 100     | 4608     | 50.31    | 4551  | 49.69 |
| міське   | 0       | 100     | 0        |          | 0     |       |
| сільське | 9159    | 100     | 4608     | 50.31    | 4551  | 49.69 |

## Населені пункти
- Антоники (пол. Antoniki)
- Балаї (пол. Bałaje)
- Башня Горішня (пол. Basznia Górna)
- Башня Долішня (пол. Basznia Dolna)
- Борова Гора (пол. Borowa Góra (województwo podkarpackie))
- Будомир (пол. Budomierz)
- Вілька Коровицька (пол. Wólka Krowicka)
- Гірче (пол. Hurcze)
- Гута Криштальна (пол. Huta Kryształowa)
- Дубків (пол. Dąbków)
- Діброва (пол. Dąbrowa (powiat lubaczowski))
- Залужжя (пол. Załuże (województwo podkarpackie))
- Каролівка (пол. Karolówka (województwo podkarpackie))
- Коровиця Голодівська (пол. Krowica Hołodowska)
- Коровиця Лісова (пол. Коровиця Голодівська)
- Коровиця Сама (пол. Krowica Sama)[4][5]
- Лисячі Ями (пол. Lisie Jamy (województwo podkarpackie))
- Молодів (пол. Młodów (województwo podkarpackie))
- Мокриця (пол. Mokrzyca (województwo podkarpackie))
- Опака (пол. Opaka)
- Підлісся (пол. Podlesie (powiat lubaczowski))
- Пістово (пол. Piastowo (województwo podkarpackie))
- Тимче (пол. Tymce)
- Щутків (пол. Szczutków)[6]

## Історія
Гміна розташована на прадавніх етнічних українських теренах. Утворена 1 серпня 1934 року у складі Любачівського повіту Львівського воєводства з дотогочасних громад сіл Бігалі, Борхів, Діброва, Фельзендорф, Лукавець, Нова Гребля, Опака, Суха Воля, Щутків.
У 1945—1947 роках корінне українське населення виселене в СРСР та на понімецькі землі. В ході повоєнних реформ до гміни приєднані інші села.

## Сусідні гміни
Гміна Любачів межує з такими гмінами: Великі Очі, Горинець-Здруй, Любачів, Олешичі, Чесанів.